# Mitrídates II de Partia

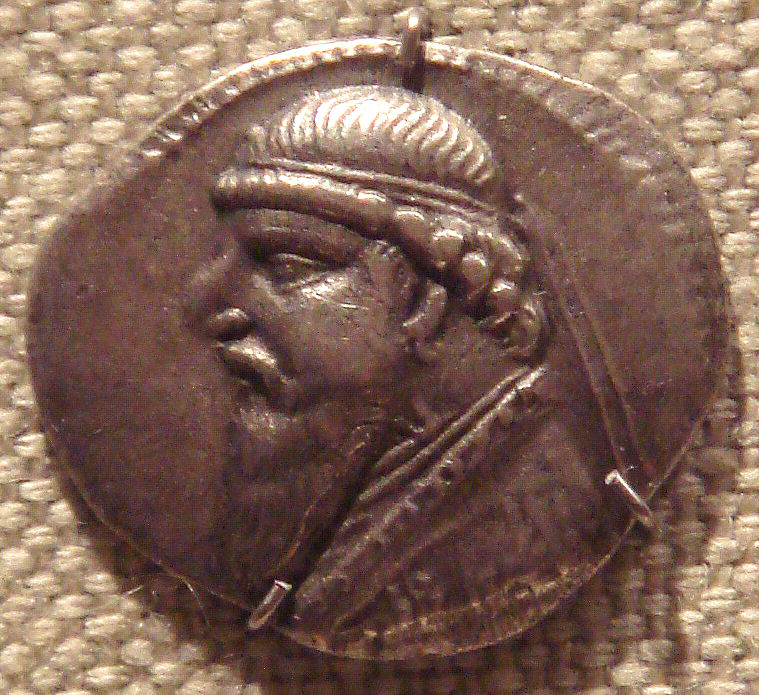
Mitrídates II.

Mitridates II (en persa: مهرداد‎, el regalo de Mitra) o Arsaces XI fue rey de Partia del 121 a. C. al 91 a. C. Sucedió a Arsaces X, posible hijo de Artabano I. En la Antigüedad ya era conocido como el Grande. Es el primer gobernante de la dinastía que se llamó a sí mismo Shahanshah (Rey de reyes) en sus acuñaciones, vinculándose así con los Aqueménidas. También se refiere a su persona en las monedas con títulos griegos, como Epiphanes (el dios se manifiesta), y Philellenos (amigo de los griegos). Mitrídates II se cuenta entre los más grandes reyes partos, y bajo su reinado, el Imperio alcanzó su máxima extensión.

## Paternidad y ascenso al trono
La relación de Mitrídates II dentro de la familia real parta no esta clara del todo. Existen varias teorías que podría determinar la paternidad de este rey.
Mitrídates II pudo ser hijo de Priapatios (actualmente aceptado), Artabano I (antigua teoría) o Bagasis. El escritor romano Marco Juniano Justino menciona que Mitrídates llegó al poder con cincuenta y cuatro años (121 a. C.), si el mismo autor le atribuye treinta años de reinado, Mitrídates II hubiera muerto en el año 91 a. C. con más de ochenta años por lo que podría ser hijo de Artabano I. No obstante su nombre no figura en la obra de Luciano de Samosata que hace un listado de octogenarios de ese periodo.
Otra teoría, consolidada por las fuentes documentales y numismáticas, es que fuera hijo de Priapatios (muerto en el 170 a. C.) y que naciera cuando su progenitor habría fallecido, lo que, sumado a los treinta años de reinado que le da Justino, Mitrídates habría fallecido con setenta y cuatro años, motivo por el cual no aparecería en la obra de Luciano de Samosata. 
Si leemos a Justino, la sucesión de Artabano I recayó en Mitrídates II. Sin embargo los últimos colofones babilónicos de Artabano I están fechados en octubre/noviembre del 122 a. C. mientras que el primer documento claro del reinado de Mitrídates II coincide con un eclipse recogido en los diarios astronómicos de Babilonia en el 1 Nisanu 191 SEB (marzo/abril 121 a. C.), primer año de su reinado. Mitrídates II sucedió a Arsaces X, hijo de Artabano I, y que reinó entre su padre y Mitrídates II. 

## Campañas militares
El reino parto entró en una crisis tras la muerte del rey Fraates II a manos de las tribus nómadas escitas (sacas y tocarios) en el 127 a. C. La situación fue aprovechada por Espaosines, rey de Caracene para expulsar a los partos de Babilonia; y por otras regiones para independizarse, como Mesene y Elymaida.
Con la llegada de Mitrídates II al trono, la situación aún era complicada, si bien Artabano I había logrado someter a Elam y Caracene a estados tributarios (desaparecen las monedas emitidas desde Spasinou Charax), las razias árabes sobre Mesopotamia y de los sacas en oriente eran aún peligro para la estabilidad del reino.
Mitrídates logró apaciguar al sátrapa parto de Mesene, Himeros. Inmediatamente después emprendió una campaña en el oriente contra los sacas, que había destruido el reino grecobactriano. El resultado fue la derrotar a las tribus nómadas y el sometimiento de la región de Sistán a tributo en el 119 a. C. Poco después derrotó a los guti que había matado a su supuesto hermano Artaban. Mantuvo campañas para frenar las incursiones árabes en el entorno de Babilonia, hasta que fueron derrotados en el 112 a. C.
Una nueva política parta hacia sus estados tributarios de Caracene y Elymaida permitió que ambos volvieran a emitir moneda propia.

## Guerra contra Armenia

Partia en tiempos de Mitrídates II.

El reino de Armenia había caída en la órbita del imperio seleúcida tras la guerra de los diádocos, sucesores de Alejandro Magno. Bajo los artáxidas (190 a. C.) los armenios consiguieron ocupar algunas áreas del norte de Mesopotamia, Adiabene, Osroena y Gordiene. Mitrídates inició una campaña contra Artavasdes I, rey de Armenia, y de la que los partos salieron victoriosos ocupando varias zonas de Armenia. Artavasdes se vio obligado a entregar a su hijo Tigranes como rehén al monarca parto. Estas victorias permitieron a Mitrídates II titularse en el año 109 a. C. como Rey de Reyes.
Tras la muerte de Tigranes I, hermano y sucesor de Artavasdes I, en el año 95 a. C., Mitrídates II envió a Tigranes, quien había vivido como rehén en Partia, como rey a Armenia. Sin embargo, los partos atacaron nuevamente Armenia y consiguieron someter a tributo a las regiones de Osroene, Adiabane y Gordiene. La expansión de la frontera y el creciente poder parto, atrajo la atención de Roma. Así, el dictador romano Sila estableció relaciones diplomáticas con el Imperio romano en el 92 a. C. Ese mismo año adoptó la tiara como símbolo de poder, que lucirán también sus sucesores.

## Guerra civil
Hacia el 93 a. C. su sobrino Sinatruces, hijo de Mitrídates II, dirigió una rebelión contra el rey desde la región de Susa. Sinatruces logró hacerse con las regiones orientales y derrotar a Mitrídates II, quien finalmente murió en el año 91 a. C., dejando como sucesor a su hijo Gotarces I.